# Fluke Corporation
De Fluke Corporation
is een Amerikaans bedrijf dat elektronische test- en meetapparatuur ontwerpt en produceert. Het hoofdkantoor van het bedrijf is gevestigd in Everett, Washington, VS.
Fluke, dochter van Fortive Corporation, heeft fabrieken in de VS, het Verenigd Koninkrijk, Azië en Nederland. De producten worden in meer dan 100 landen verkocht wereldwijd. De belangrijkste concurrenten van het bedrijf zijn Agilent, Advantest en FLIR Systems.

## Producten

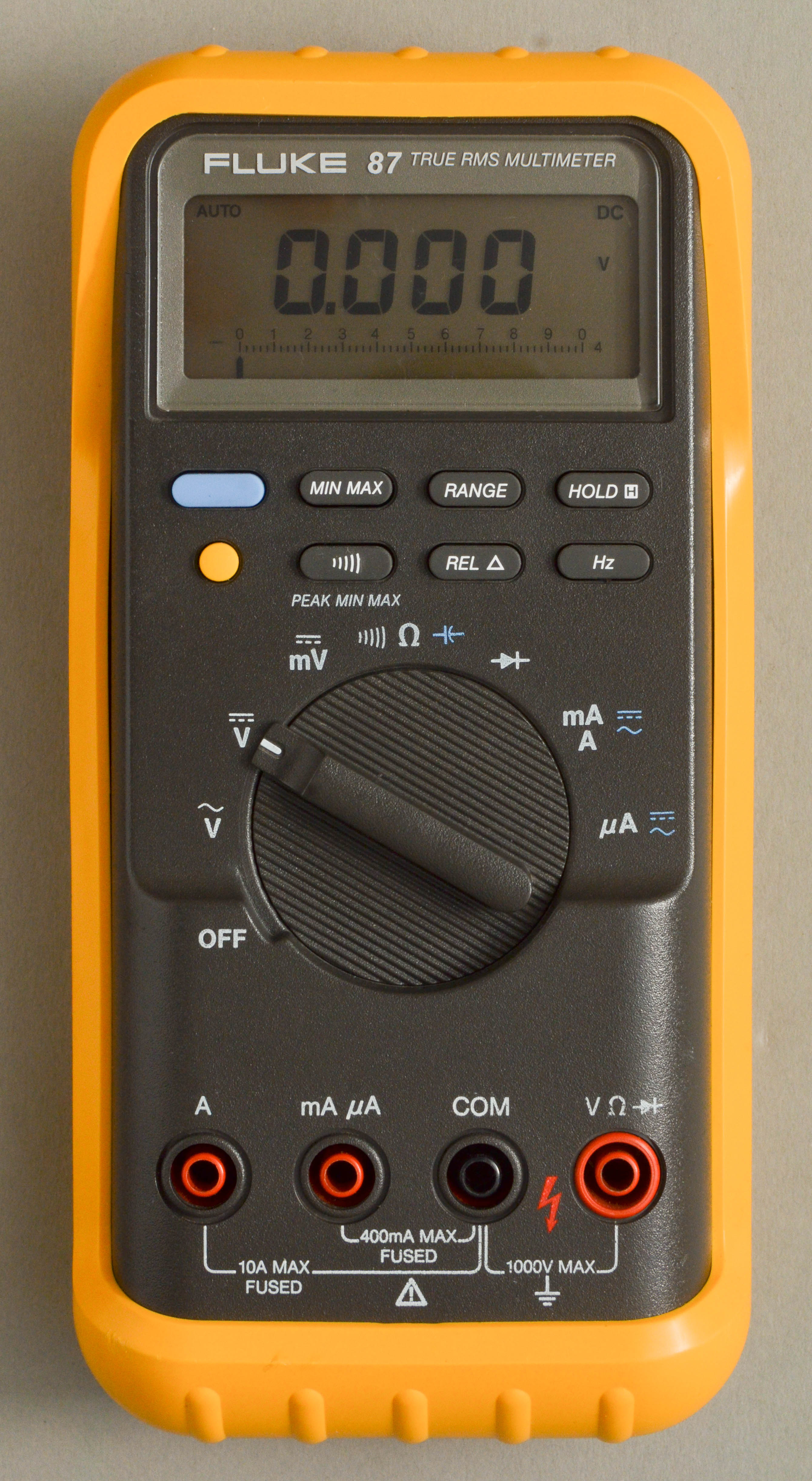
Fluke 87 multimeter
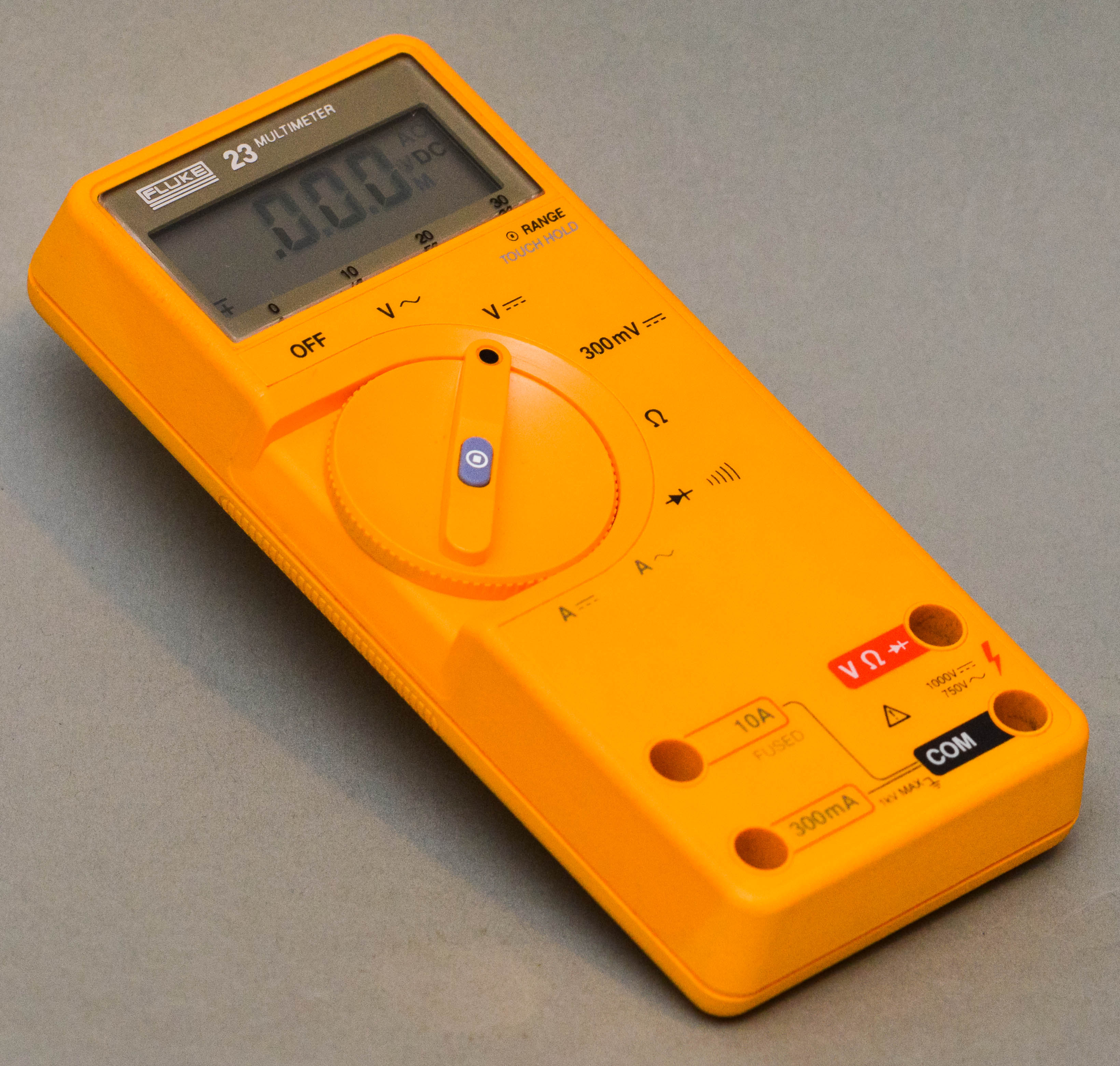
Fluke 23 multimeter
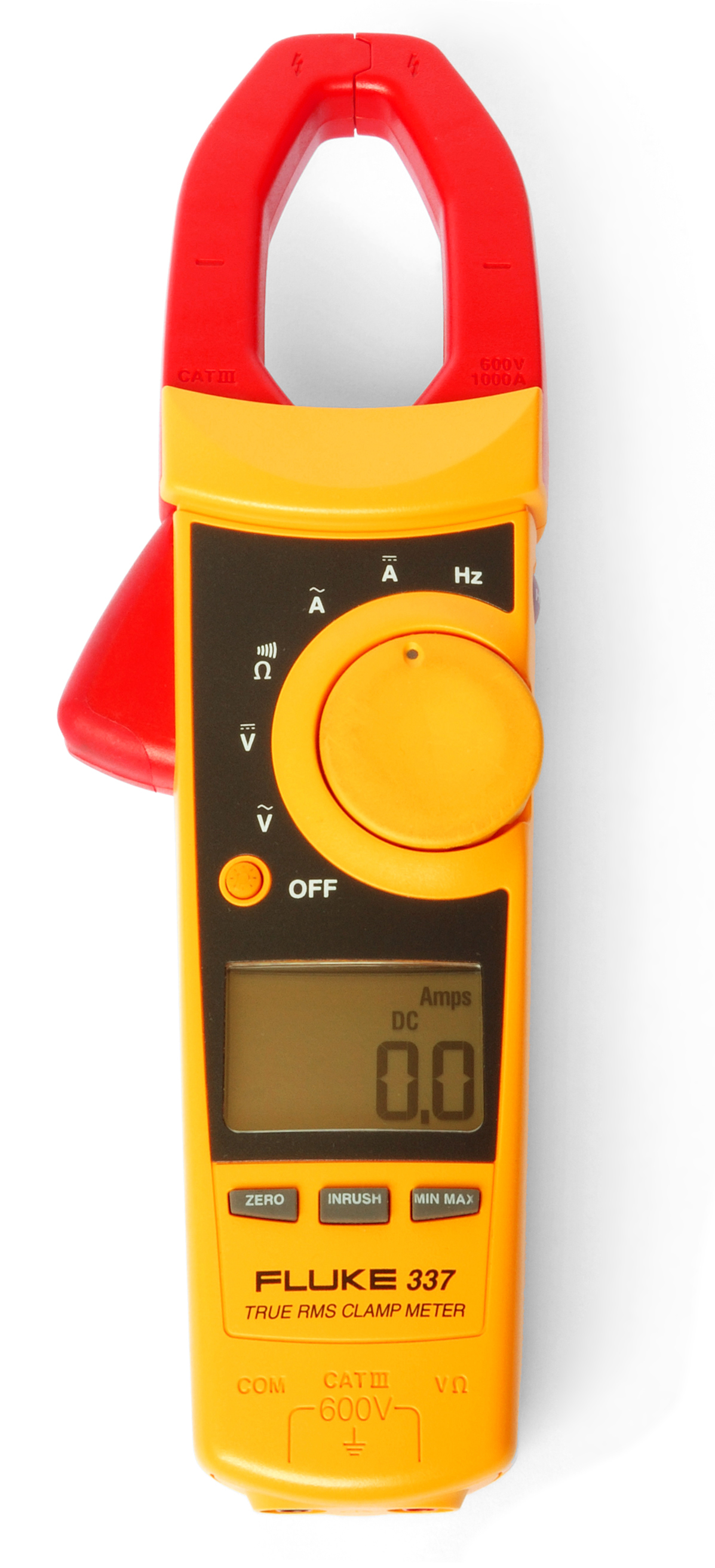
Fluke 337 stroomtang
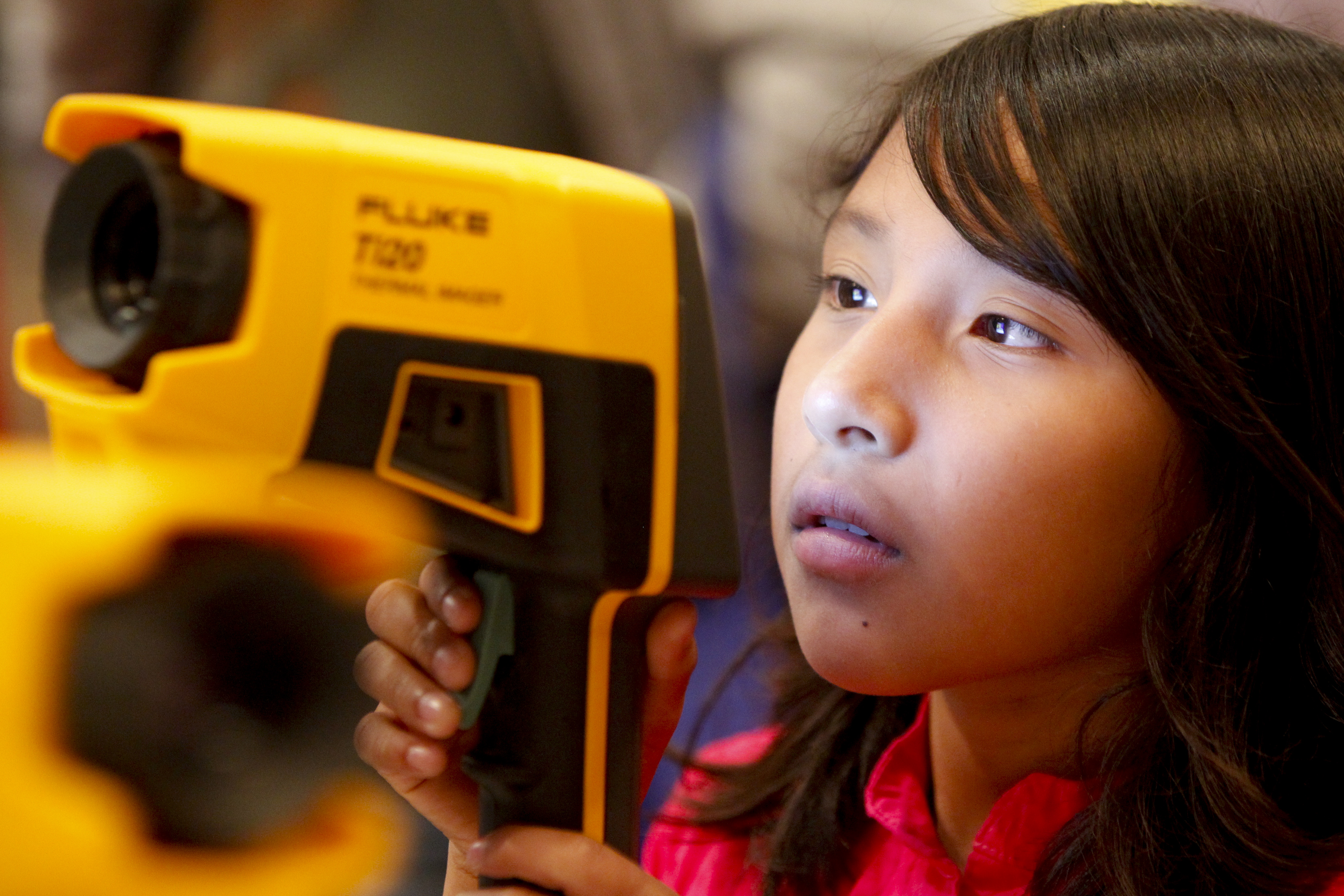
Gebruik van een warmtebeeldcamera

- Test- en meetapparatuur, o.a. digitale multimeters, laser-afstandsmeters, trillingsmeters, stroomtangen, digitale thermometers, aardingstesters
- biometrische en medische apparatuur, b.v. analyse- en testapparatuur voor defibrillators (Fluke Biomedical)
- apparatuur voor bepaling van luchtkwaliteit
- draagbare digitale oscilloscopen
- Warmtebeeldcamera's
- instrumenten voor kalibratie en uitlijning (Fluke Calibration)
- apparatuur, programmatuur en diensten voor certificatie en testen van datacommunicatie- en computernetwerken (Fluke Networks)

Veel producten van Fluke zijn herkenbaar aan de donkergrijze voorzijde omgeven door een gele rand. Het bedrijf heeft dat als handelsmerk geregistreerd.

## Geschiedenis
Het bedrijf werd in 1948 in het noordwesten van de Verenigde Staten opgericht door John Fluke. De hoofdvestiging van het bedrijf bevindt zich daar nog steeds, in Everett, in de staat Washington. De eerste producten waren ohmmeters en Wattmeters, later kwamen daar Ampèremeters bij. Het bedrijf groeide door in te spelen op de groeiende markt voor test- en meetapparatuur in de periode 1950-1970 die een gevolg was van de uitvinding van de transistor. In deze periode bouwde Fluke een goede reputatie op. Een belangrijke klant van Fluke was toen Hewlett-Packard. John Fluke had overigens David Packard, mede-oprichter van HP, leren kennen tijdens beider studietijd; zij werkten beiden bij General Electric.
Begin jaren zeventig begon de marktgroei af te nemen. De markt voor meetapparatuur veranderde: er kwam meer behoefte aan apparatuur die gebruikt kon worden in het veld (door bijvoorbeeld servicetechnici) in plaats van laboratoria. Tevens nam de internationale concurrentie toe en de Amerikaanse dominantie werd minder.
In 1977 werd de digitale multimeter "8020" geïntroduceerd. Met zijn liquid-crystal display (resulterend in lange levensduur van de batterij), degelijkheid door beveiliging met varistoren en stevigheid (verkopers lieten de meters opzettelijk vallen of gooiden ermee) werd dit apparaat succesvol.
Rond 1985 had het bedrijf een omzet van meer dan 200 miljoen dollar. In deze periode dreigde het bedrijf achterop te raken door de snelle veranderingen in de technologie in de wereld. Het bedrijf reageerde te traag op veranderingen in de markt; zo werd meer en meer gebruikgemaakt van pc's voor meetdoeleinden; ook liepen verkopen aan onder andere de Amerikaanse overheid terug door het verbeteren van de relaties tussen de VS en de USSR. De omzet stagneerde rond 225 miljoen dollar. In 1982 deed John Fluke een stap terug en benoemde George Winn tot president. In 1983 benoemde Fluke zijn zoon John Fluke jr. tot bestuursvoorzitter. Bill Parzybok (werkzaam hij Hewlett-Packard) werd aangetrokken om het bedrijf weer op het juiste spoor te brengen. Hij stelde het bedrijf als doel om leidend te zijn op het gebied van compacte, professionele testapparatuur.
In 1986 werd de domeinnaam "fluke.com" geregistreerd. Dat is een van de 40 oudste nog bestaande .com-domeinnamen.

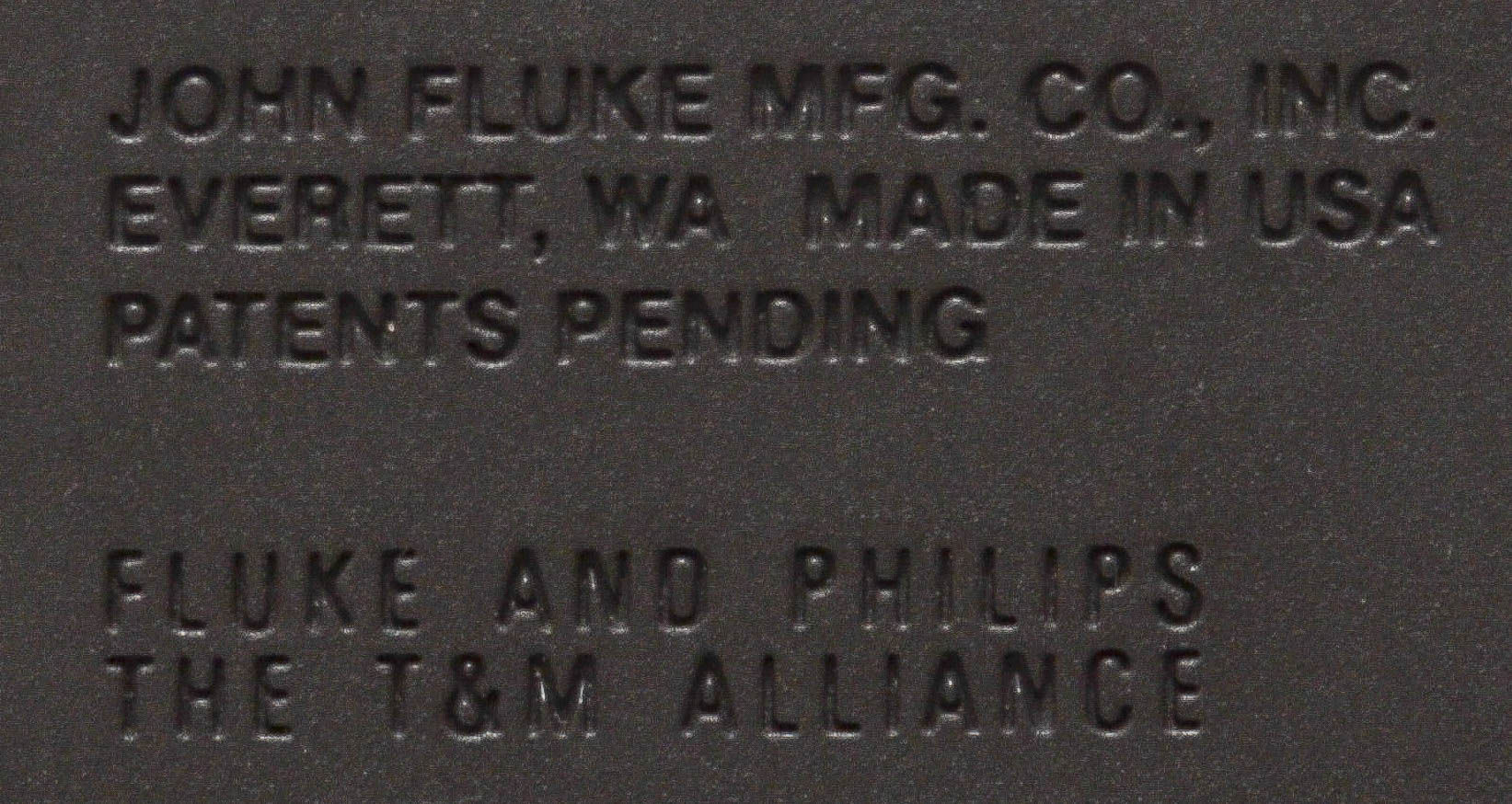
Alliantie tussen Fluke en Philips, vermeld op de achterzijde van een Fluke 87 multimeter

In 1987 ging Fluke een alliantie aan met de Philipsdivisie die test- en meetapparatuur produceerde. Daardoor kon Fluke nieuwe producten verkopen in de VS, en had het toegang tot de distributiekanalen van Philips in Europa. Een ander gevolg was de introductie van draagbare oscilloscopen ("ScopeMeter"), een goedlopend product.
Uiteindelijk leidde dit in 1993 tot de aankoop door Fluke van de Philipsdivisie (met 900 werknemers, omzet 125 miljoen dollar) voor 41,8 miljoen dollar.
In 1995 was de omzet gestegen tot ruim 389 miljoen dollar.
In 1998 werd Fluke gekocht door de Danaher Corporation (tevens eigenaar van branchegenoten Tektronix en Keithley Instruments).
Anno 2014 maken de volgende bedrijven deel uit van Fluke:
- Comark (sinds 2007)
- Datapaq
- Fluke Biomedical (waaronder RaySafe, sinds februari 2014)
- Fluke Calibration (waaronder DH Instruments, Hart Scientific, Ruska)
- Fluke Networks (sinds 1992, werd in 2000 een aparte divisie)
- Ircon
- Raytek
- Universal Technic